# Габре (община Доброва-Полхов Градец)
Вижте пояснителната страница за други значения на Габре.
Габре (на словенски: Gabrje) е село в Словения, Средна Словения, община Доброва-Полхов Градец. Според Националната статистическа служба на Република Словения през 2002 г. селото има 357 жители.